# Lisuny (rejon orszański)
Lisuny (biał. Лісуны; ros. Лисуны, Lisuny; pol. hist. Lisuny) – agromiasteczko na Białorusi, w obwodzie witebskim, w rejonie orszańskim, w sielsowiecie Zubrewiczy. 

## Historia
W XIX i w początkach XX w. położone były w Rosji, w guberni mohylewskiej, w powiecie orszańskim. Następnie w granicach Związku Sowieckiego. Od 1991 w niepodległej Białorusi.